# Beni Mazar
Beni Mazar è un centro abitato dell'Egitto, situato nel Governatorato di Minya. 